# Roberto Serniotti
Roberto Serniotti (Torino, 1º maggio 1962) è un allenatore di pallavolo italiano.
Ex allenatore di molte squadre in tutta Europa, tra le altre Panathīnaïkos Athlītikos Omilos, Tours Volley-Ball, M. Roma Volley, Trentino Volley, Berlin Recycling Volleys, Asseco Resovia.
Attualmente è il vice allenatore dei JTEKT Stings Aichi

## Carriera
La sua carriera nella massima serie inizia nel 1992, come 2º allenatore al Piemonte Volley. Nella società cuneese rimane ininterrottamente fino al 2000 (l'ultimo anno come 1º allenatore), vincendo numerosi trofei nazionali ed internazionali. Dopo due stagioni in Grecia al Panathīnaïkos Athlītikos Omilos siede nuovamente sulla panchina della formazione piemontese, fino al termine della Serie A1 2002-03.
Nel 2003 si trasferisce in Francia, sedendosi sulla panchina del Tours Volley-Ball, che porta all'apice dei suoi trionfi, guidando la formazione transalpina alla vittoria della prima ed unica Champions League
(seconda Champions League vinta da una squadra francese), la Supercoppa francese e due Coppe di Francia.
Dal 2003 al 2004 è anche l'assistente dell'allenatore della Nazionale francese con la quale conquista un argento all'Europeo 2003 e partecipa alle Olimpiadi di Atene 2004. Dal 2005 al 2007, invece, è assistente sulla panchina della Nazionale italiana, con la quale si aggiudica l'Europeo 2005, la medaglia di bronzo alla Grand Champions Cup 2005 e all'Universiadi 2005. 
La sua avventura d'oltralpe si interrompe nel 2006, quando viene ingaggiato dalla M. Roma Volley. La neonata società romana, seppure alla sua prima esperienza, raggiunge presto risultati di prestigio: in Italia la finale della Coppa Italia e della Supercoppa italiana dove in entrambi i casi perde 3 a 0 contro la fortissima Sisley Treviso, mentre in campo europeo trionfa in Coppa CEV contro la formazione belga del Maaseik per 3 a 0. Dopo due stagioni la società decide di non rinnovare l'iscrizione alla massima serie, e Serniotti vola in Russia sulla panchina del Volejbol'nyj klub Jaroslavič.
Dal 29 dicembre 2009, fino al termine del campionato, è 1º allenatore della Prisma Volley di Taranto.
Nel 2010 collabora nuovamente con la Nazionale Francese allenando la Selezione B.
Il 21 giugno 2010 viene ingaggiato dalla Trentino Volley, in cerca di un secondo allenatore da affiancare a Radostin Stojčev. Sulla panchina della formazione trentina vince per la prima volta il campionato italiano e la Coppa del Mondo per club, che finiscono più volte nel suo palmarès. Trionfa anche in Coppa Italia, Supercoppa italiana e in Champions League.
Nell'estate del 2013 la società incontra delle difficoltà finanziarie, che la costringono a cedere molti dei suoi giocatori più forti tra i quali Osmany Juantorena, Matej Kazijski, Jan Štokr; tra le partenze figura anche l'allenatore Radostin Stojčev, giunto in scadenza di contratto. Serniotti viene promosso a 1º allenatore della squadra, firmando un rinnovo contrattuale di una stagione, e come suo 2º chiama Simone Roscini. L'avventura alla guida della panchina trentina dura una sola stagione, nella quale conquista la Supercoppa italiana e la medaglia di bronzo alla Coppa del Mondo per club. In Coppa Italia viene eliminato in semifinale da Piacenza mentre si piazza 4º alla fine della regular season venendo poi eliminato ai quarti di finale playoff da Modena. In Champions League conquista il primo posto nel girone ed arriva fino ai playoff a 6 dove viene sconfitto sia al andata che al ritorno dalla formazione russa di Belgorod per 3 a 0 mancando così l'accesso alla Final Four svoltasi ad Ankara.
Nella stagione 2015-16 viene chiamato alla guida del Berlin Recycling Volleys, nella 1. Bundesliga tedesca. Chiama come suo secondo l'allenatore giapponese Koichiro Shimbo con il quale ottenne ottimi risultati sia sul campo nazionale che europeo.  È l'anno del "triple": vince la Coppa CEV (1º trofeo europeo nella storia del club), il campionato tedesco e la coppa di Germania (trofeo che mancava da 15 anni a Berlino). L'anno successivo si riconferma campione di Germania oltre a portare la squadra tedesca alle Final Four di Champions League. Ad inizio stagione non riesce nella conquista della supercoppa tedesca che vede come vincitore la formazione di Friedrichshafen che strappa anche la coppa di Germania conquistata l'anno precedente dalla formazione berlinese.
Nel campionato 2017-18 diventa allenatore dell'Asseco Resovia in Polska Liga Siatkówki ma nel dicembre 2017 risolve il contratto con la formazione polacca.
Nel Febbraio 2018 viene chiamato alla guida del Cuneo Volley in Serie B, tornando così nella città che lo ha lanciato come allenatore; nonostante non venga riconfermato per la stagione successiva, a dicembre dello stesso anno torna a sedersi sulla panchina cuneese, questa volta in Serie A2, per sostituire Mauro Barisciani.
Nella stagione 2020-21 arriva terzo in campionato e viene eliminato in semifinale playoff da Prisma Volley mentre in Coppa Italia A2/A3 raggiunge la semifinale perdendo contro Olimpia Bergamo, la squadra infine vincitrice del torneo.
Nel campionato 2021-22 raggiunge la finale di Coppa Italia A2/A3 riportando così, 11 anni dopo, una finale di coppa al Cuneo Volley contro Conad Reggio Emilia, squadra che vince in casa dei cuneesi per 3 a 1 aggiudicandosi la 25ª edizione. Inoltre alla fine della stagione regolare arriva nuovamente terzo, riconfermando così la posizione dell'anno precedente e raggiungendo questa volta la finale dei playoff dove incontra sempre la formazione reggiana che si impone per 3 a 1 nella Best of Five e ottiene il passaggio nella SuperLega. 
In scadenza di contratto, al termine della stagione le strade tra il Club e il tecnico si dividono.
Nell’estate del 2023 viene ingaggiato dal AS Cannes Volley Ball, squadra militante nella Ligue B, clamorosamente retrocessa l’anno prima dopo aver vinto la Ligue A, che si era fermata nelle semifinali play off contro Mende Volley Lozère. Alla prima stagione in Costa Azzurra, riesce a concludere la regolar season al primo posto ed a vincere il campionato battendo in finale la formazione di Ajaccio riportando così la squadra nella Ligue A.
L'anno successivo, conclude la stagione regolare all'ottavo posto qualificandosi ai playoff dove incontra Montpellier Volley nella Best of Five che finisce 3 a 1 a favore della formazione vincitrice della regular season mentre in Coppa di Francia arriva agli ottavi di finale dove viene eliminato sempre per mano della formazione di Montpellier Volley. Con il contratto in scadenza, la società prima dell'inizio dei playoff annuncia la fine del rapporto lavorativo.

## Palmarès
Competizioni nazionali
- Campionato tedesco: 2

2015-16, 2016-17
- Campionato italiano: 2

2010-11, 2012-13
- Campionato francese: 1

2023-24
- Coppa Italia: 4

1995-96, 1998-99, 2011-12, 2012-13
- Coppa di Francia: 2

2004-05, 2005-06
- Coppa di Germania: 1

2015-16
- Supercoppa francese: 1

2005
- Supercoppa italiana: 5

1996, 1999, 2002, 2011, 2013
Competizioni internazionali
- Campionato mondiale per club: 4

2010, 2011, 2012, 2013
- CEV Champions League: 2

2004-05, 2010-11
- Coppa delle Coppe: 2

1996-97, 1997-98
- Coppa CEV: 3

1995-96, 2007-08, 2015-16
- Supercoppa europea: 2

1996, 1997